# Peter Sandvang
Peter Sandvang (Hillerød, 24 giugno 1968) è un ex triatleta danese.
Ha vinto i campionati europei di triathlon long distance di Fredericia nel 1997.
Si è laureato campione del mondo di triathlon long distance nel 1999, nel 2000 e nel 2001.

## Carriera
Nel 1993 ha partecipato ai mondiali di triathlon di Manchester, classificandosi soltanto al 30º posto. Dal 1996 si dedica alle distanze lunghe con profitto. Il suo primo risultato di rilievo è nel 1996, quando si classifica 6º ai mondiali long distance di Muncie a 3' dal vincitore di giornata, l'australiano Greg Welch.
L'anno successivo sfiora il podio ai mondiali di Nizza, composto da Luc Van Lierde (vincitore), Rob Barel (argento) e Jean-Christophe Guinchard (bronzo).
Nel 1998 sale sul gradino più basso del podio ai mondiali long distance di Sado.
Nei tre anni successivi domina la rassegna iridata vincendo per l'oro a tutte e tre le competizioni mondiali:
- Säter 1999
- Nizza 2000
- Fredericia 2001

Nel 2002 ottiene un 9º posto ai mondiali di Nizza.

## Titoli
- Campione del mondo di triathlon long distance (Élite) - 1999, 2000, 2001
- Campione europeo di triathlon long distance (Élite) - 1997
- Ironman
  - New Zealand - 1998, 2002
  - Lanzarote - 2002